# Јампа (Колорадо)
Јампа (енгл. Yampa) град је у америчкој савезној држави Колорадо.

## Демографија
По попису из 2010. године број становника је 429, што је 14 (-3,2%) становника мање него 2000. године.
| Група             | 2000.       | 2010.       |
| Белци             | 413 (93,2%) | 393 (91,6%) |
| Афроамериканци    | 1 (0,2%)    | 1 (0,2%)    |
| Азијати           | 0 (0,0%)    | 0 (0,0%)    |
| Хиспаноамериканци | 20 (4,5%)   | 28 (6,5%)   |
| Укупно            | 443         | 429         |